# 1505 w sztukach plastycznych

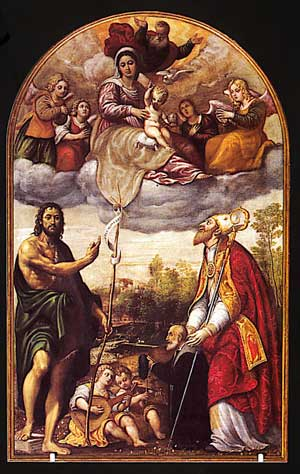
Pomponio Amalteo, Maria Dziewica oraz Jan Chrzciciel, kościół parafialny św. Franciszka

Wydarzenia w sztukach plastycznych i wizualnych w 1505 roku.

## Urodzili się
- Pomponio Amalteo, włoski malarz[1].
- Léonard Limousin, francuski malarz[2].

## Zmarli
- Filippo Mazzola, włoski malarz[3].
- Francesco Marmitta, włoski malarz i jubiler[4].